# Kurt Gerron
Kurt Gerron (1897 – 1944) va ser un jueu alemany, actor i director de cinema.

## Biografia
Nascut com Kurt Gerson dins una família acabalada berlinesa, va estudiar medicina abans de ser cridat a files en la Primera Guerra Mundial on va ser ferit greument. Després de la guerra va ser actor sota el director Max Reinhardt el 1920.
Gerron va aparèixer a Der Blaue Engel, (1930) amb Marlene Dietrich.
Amb l'arribada del nazisme el 1933 (Machtergreifung), Gerron marxà a París i després a Amsterdam.
Quan la Wehrmacht ocupà els Països Baixos, Gerron primer va ser internat en el camp de trànsit a Westerbork i després internat al camp de Theresienstadt. Alí va ser forçat per la SS a dirigir la nrevista de cabaret Karussell.
El 1944, Gerron va ser forçat a dirigir la pel·lícula de propaganda nazi mostrant les suposades bones condicions dels jueus del camp de Theresienstadt. Acabada la filmació, Gerron i altres membre jueus de l'equip van ser deportats a Auschwitz. Gerron i la seva esposa immediatament van ser gasats, junt amb tot l'equip de la pel·lícula (excepte Coco Schumann).
El film titulat Der Führer schenkt den Juden eine Stadt va ser destruït el 1945 i actualment només n'existeixen fragments.

## Filmografia
- Varieté (1925)
- Semi-Silk (1925)
- White Slave Traffic (1926)
- The Three Mannequins (1926)
- Annemarie and Her Cavalryman (1926)
- Love's Joys and Woes (1926)
- Vienna - Berlin (1926)
- His Greatest Bluff (1927)
- Marie's Soldier (1927)
- Dancing Vienna (1927)
- Queen of the Boulevards (1927)
- A Crazy Night (1927)
- Break-in (1927)
- The Tragedy of a Lost Soul (1927)
- The White Spider (1927)
- Assassination (1927)
- The Transformation of Dr. Bessel (1927)
- The Duty to Remain Silent (1928)
- Casanova's Legacy (1928)
- Yacht of the Seven Sins (1928)
- Mariett Dances Today (1928)
- Life's Circus (1928)
- Under Suspicion (1928)
- Immorality (1928)
- The White Hell of Pitz Palu (1929)
- Revolt in the Batchelor's House (1929)
- We Stick Together Through Thick and Thin (1929)
- Diary of a Lost Girl (1929)
- Daughter of the Regiment (1929)
- People on Sunday (1930)
- Fairground People (1930)
- Dolly Gets Ahead (1930)
- Love in the Ring (1930)
- The Blue Angel (1930)
- The Three from the Filling Station (1930)
- Monte Carlo Madness (1931)
- My Wife, the Impostor (1931)
- Her Majesty the Barmaid (1931)
- Road to Rio (1931)
- No Money Needed (1932)
- The White Demon (1932)
- Two in a Car (1932)
- Narcotics (1932)
- A Mad Idea (1932)

## Documentals sobre Gerron
Sobre Gerron hi ha tres documentals, Prisoner of Paradise (PBS), Kurt Gerrons Karussell, i Tracks to Terezín.